# Blitum bonus-henricus
Il farinello buon-enrico, buon enrico od òrapo (Blitum bonus-henricus (L.) Rchb., 1832) è una pianta erbacea perenne ed edule della famiglia delle Amarantacee, diffusa in tutta la penisola italiana.

## Etimologia
L'epiteto specifico (bonus-henricus) è stato assegnato da Linneo per onorare Enrico IV di Navarra, chiamato dai francesi "Le bon Henry", che – tra l'altro – fu un protettore dei botanici.
In lingua tedesca questa pianta si chiama Guter Heinrich; in francese si chiama Chénopode bon Henri o anche Épinard sauvage; in inglese si chiama Good-King-Henry.

## Descrizione

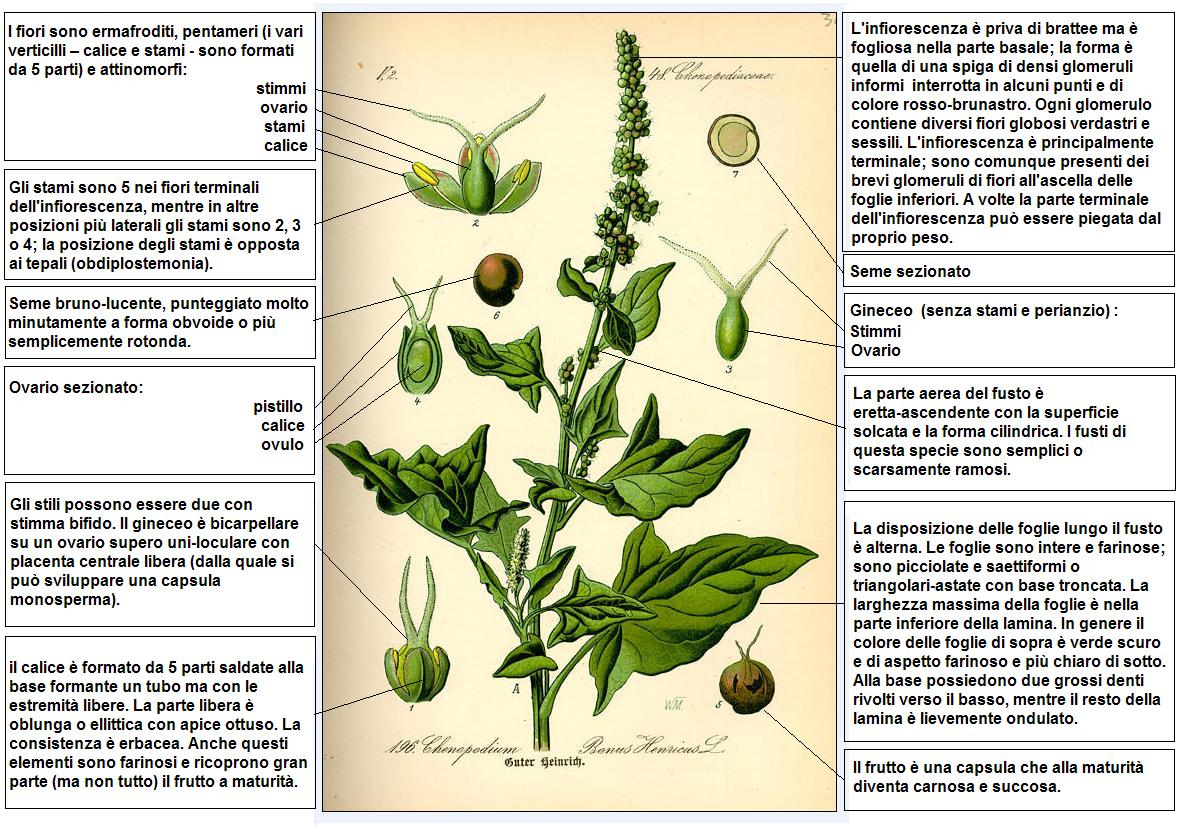
Descrizione delle parti della pianta

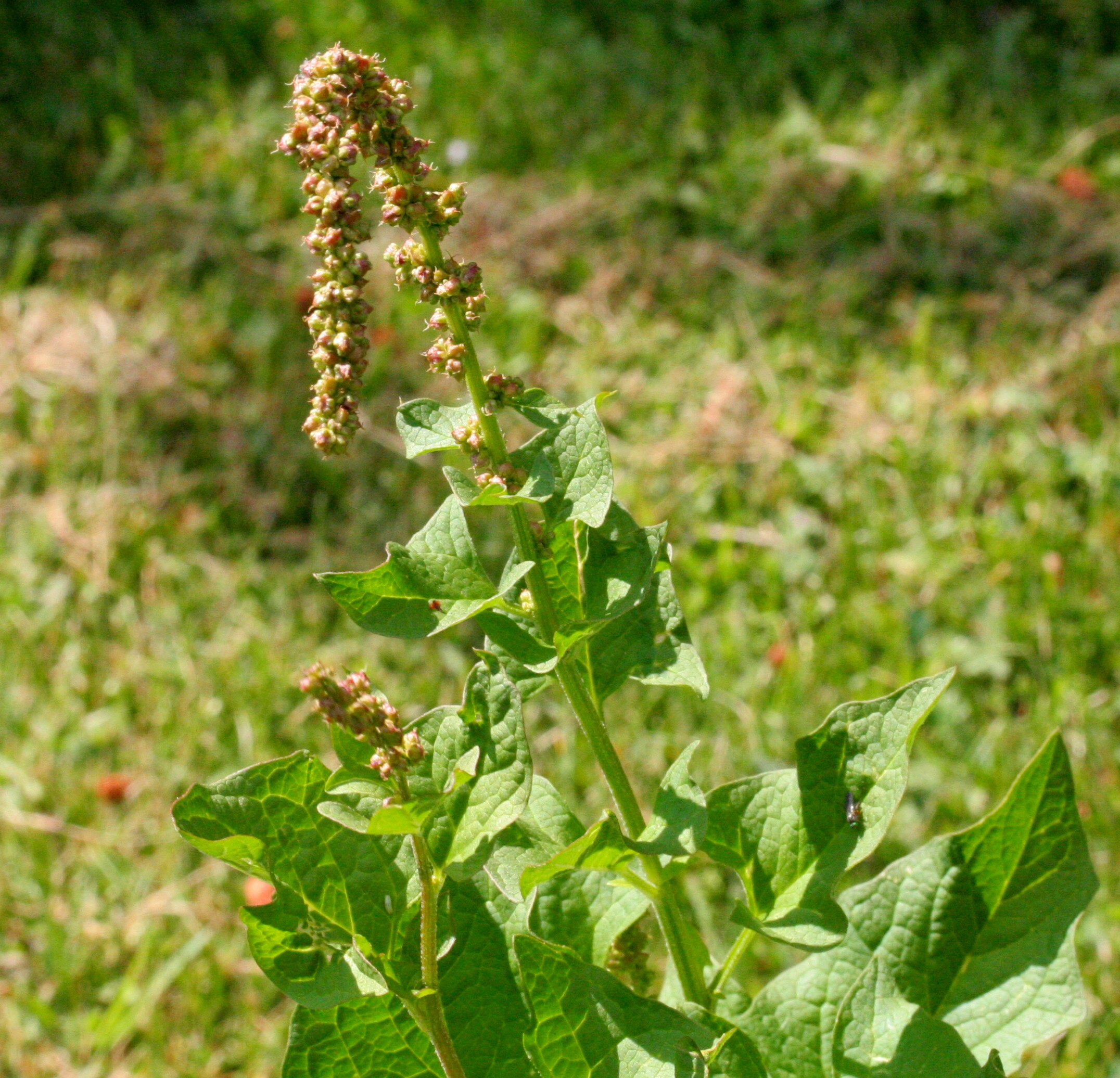
Il portamento della pianta

Sono piante perenni di tipo erbaceo, ma a volte quasi arbustivo, con portamento eretto-ascendente, a forma vagamente piramidale. Queste piante vengono classificate tra le "apetale", in quanto prive di corolla (il perianzio è presente ma ridotto). Si distinguono inoltre in quanto le foglie sono prive di ocrea e la pianta in generale non ha lattice e neppure peli urticanti, bensì peli di tipo viscido anche se prevalentemente è glabra. Possiedono un odore erbaceo sgradevole e un caratteristico "indumento" farinoso (vedi il nome comune) sui fusti e sulle foglie. L'altezza di queste piante può oscillare da 20 a 60 cm. La forma biologica della specie è emicriptofita scapose (H scap); ossia sono piante perenni con gemme svernanti al livello del suolo e protette dalla lettiera o dalla neve. Sono inoltre dotate di un asse fiorale eretto e spesso privo di (o con poche) foglie.

### Radici
Le radici sono secondarie da rizoma.

### Fusto
- Parte ipogea: la parte sotterranea del fusto è un grosso rizoma.
- Parte epigea: la parte aerea del fusto è eretta-ascendente con la superficie solcata e la forma cilindrica. I fusti di questa specie sono semplici o scarsamente ramosi.

### Foglie

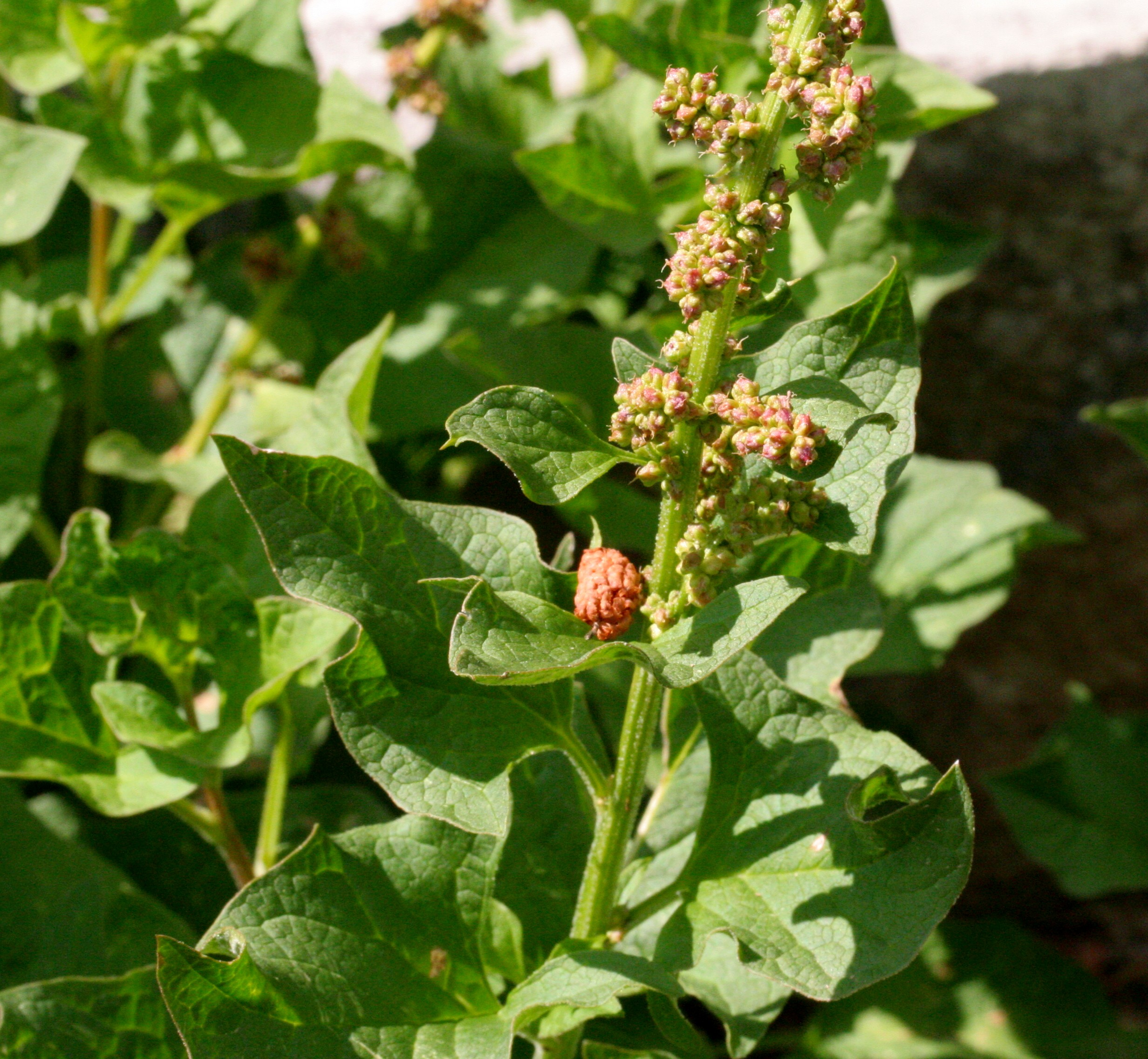
Le foglie

La disposizione delle foglie lungo il fusto è alterna. Le foglie sono intere e farinose; sono picciolate e saettiformi o triangolari-astate con base troncata. La larghezza massima della foglia è nella parte inferiore della lamina. In genere il colore delle foglie di sopra è verde scuro e di aspetto farinoso e più chiaro di sotto. Alla base possiedono due grossi denti rivolti verso il basso, mentre il resto della lamina è lievemente ondulato. Lunghezza del picciolo alla base della pianta: 1-2 dm. Dimensioni della lamina: larghezza 3-7 cm; lunghezza 5-8 cm.

### Infiorescenza

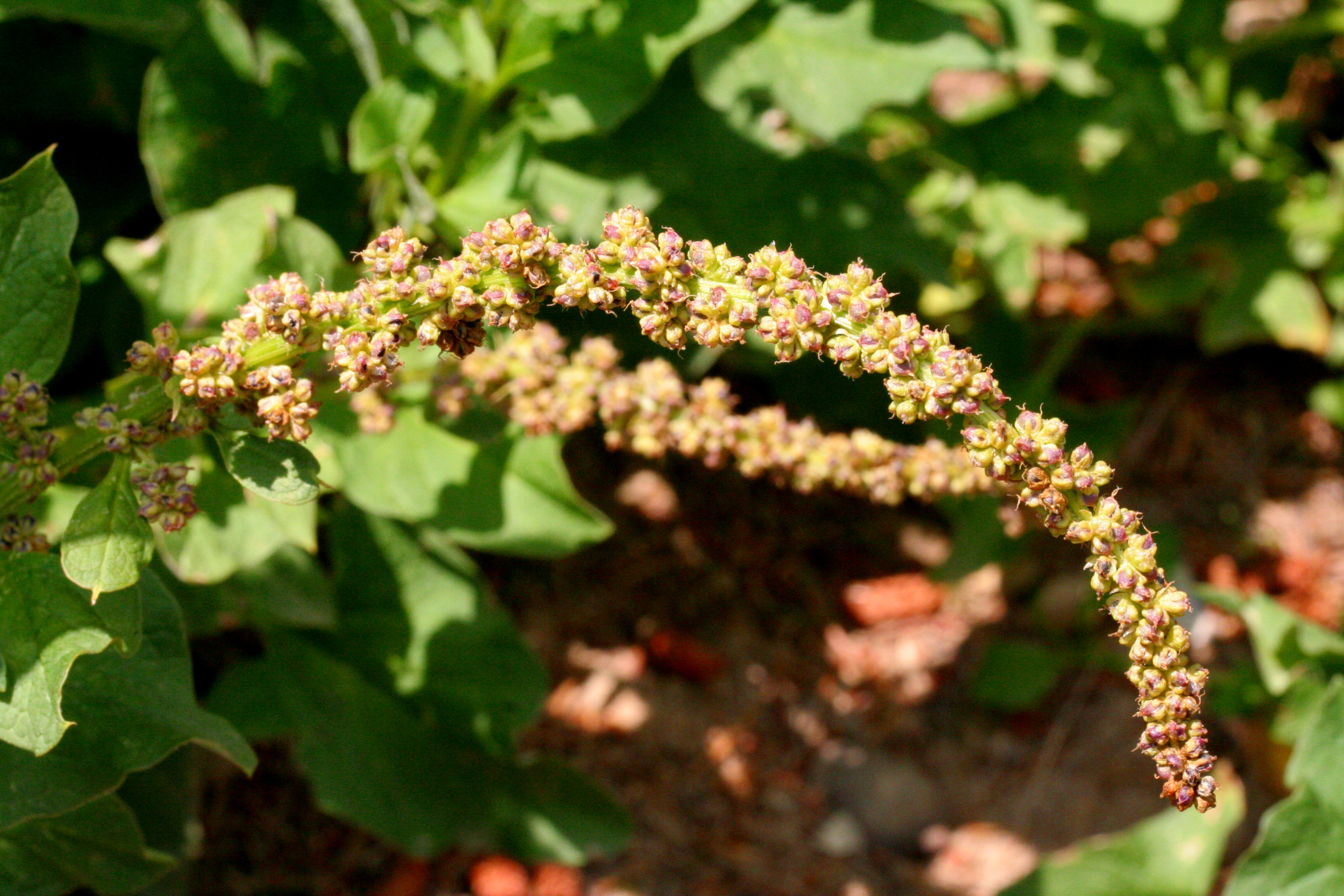
L'infiorescenza

L'infiorescenza è priva di brattee, ma è fogliosa nella parte basale; la forma è quella di una spiga di densi glomeruli informi interrotta in alcuni punti e di colore rosso-brunastro. Ogni glomerulo contiene diversi fiori globosi verdastri e sessili. L'infiorescenza è principalmente terminale; sono comunque presenti dei brevi glomeruli di fiori all'ascella delle foglie inferiori. A volte la parte terminale dell'infiorescenza può essere piegata dal proprio peso. Lunghezza dell'infiorescenza terminale: 5-20 cm. Diametro dei glomeruli: 3-5 mm.

### Fiore
I fiori sono ermafroditi, pentameri (i vari verticilli – calice e stami – sono formati da 5 parti) e attinomorfi. Dimensione dei fiori: 1-2 mm.
- Formula fiorale:

P 5, A 5, G (2)  (supero)
- Calice: il calice è formato da 5 parti saldate alla base formante un tubo, ma con le estremità libere. Questi elementi in questo caso vengono chiamati tepali o anche sepaloidi. La parte libera è oblunga o ellittica con apice ottuso. La consistenza è erbacea. Anche questi elementi sono farinosi e ricoprono gran parte (ma non tutto) il frutto a maturità; il loro colore è bruno-rossiccio soprattutto verso la fruttificazione. Lunghezza del tubo: 0,4-0,6 mm. Dimensioni delle parti libere: lunghezza 0,8-1,5 mm; larghezza 0,5-1,1 mm.
- Corolla: la corolla è assente (dato caratteristico di tutto il genere, ma anche della famiglia).
- Androceo: gli stami sono 5 nei fiori terminali dell'infiorescenza, mentre nei fiori in altre posizioni più laterali gli stami sono 2, 3 o 4; la posizione degli stami è opposta ai tepali (obdiplostemonia).
- Gineceo: gli stili possono essere due con stimma bifido[5]. Il gineceo è bi-carpellare su un ovario supero uni-loculare con placenta centrale libera (dalla quale si può sviluppare una capsula monosperma).
- Fioritura: da giugno a settembre.
- Impollinazione: tramite insetti.

### Frutti
Il frutto è una capsula che alla maturità diventa carnosa e succosa. Ogni frutto contiene un solo seme bruno-lucente, punteggiato molto minutamente a forma ovale o più semplicemente rotonda. Il pericarpo (parte esterna del frutto) è aderente. Dimensione del seme: 1,5-2 mm.

## Distribuzione e habitat
- Geoelemento: il tipo corologico (area di origine) è circumboreale. Viene considerata una specie nativa delle montagne europee.
- Diffusione: questa pianta è diffusa comunemente su tutto il territorio italiano, come pure in tutta Europa. È comune anche in altre parti del mondo dalla Siberia all'America del Nord.
- Habitat: sulle Alpi e sugli Appennini si trova fra il bosco a castagno e il limite delle conifere presso malghe, luoghi incolti o ruderali e/o abbondantemente concimati (eventualmente da bestiame al pascolo), anche ad anni di distanza dal loro abbandono[6]. Il substrato preferito è sia calcareo che siliceo con pH neutro, alti valori nutrizionali e con terreno secco.
- Diffusione altitudinale: sui rilievi queste piante si possono trovare dai 500 fino a 2100 m s.l.m.; frequentano quindi i seguenti piani vegetazionali: montano e subalpino.

## Fitosociologia
Dal punto di vista fitosociologico la specie Blitum bonus-henricus appartiene alla seguente comunità vegetale:
Formazione: delle comunità perenni nitrofile
Classe: Artemisietea vulgaris
Ordine: Onopordetalia acanthii
Alleanza: Arction lappae

## Tassonomia

### Ibridi
Con la specie Blitum virgatum la pianta "farinello buon-enrico" forma il seguente ibrido:
- Blitum × tkalcsicsii (H.Melzer) Mosyakin, 2013

### Sinonimi
- Chenopodium bonus-henricus L. (1753)
- Agathophytum bonus-henricus (L.) Moq. (1834)
- Anserina bonus-henricus (L.) Dumort. (1827)
- Atriplex bonus-henricus (L.) Crantz (1766)
- Chenopodium esculentum Salisb. (1796)
- Chenopodium hastatum St-Lager in Cariot (1889)
- Chenopodium ruderale St-Lager (1880), non Moq. in DC
- Chenopodium sagittatum Lam. (1779)
- Chenopodium spinaciifolium Stokes. (1812)
- Chenopodium triangulare Dulac (1867)
- Orthospermum bonus-henricus (L.) Schur

## Usi

### Farmacia
- Sostanze presenti: queste piante sono dotate di un olio essenziale chiamato "essenza di chenopodio", contengono inoltre betalaine[9] e altre sostanze, come ferro e vitamina B1. Contengono inoltre saponine e acido ossalico. Le quantità di queste sostanze nella pianta sono esigue, ma un consumo esagerato delle foglie in certi individui può creare dei problemi che possono aumentare se le piante sono raccolte su terreni ricchi di azoto[10].
- Proprietà curative: questa erba è emolliente, lassativa e vermifuga[11][12]. Non deve essere assunta da persone affette da insufficienza renale o reumatismi, in quanto aggraverebbe tale condizione[11]. Un cataplasma ottenuto con le foglie veniva usato per pulire e rimarginare ferite croniche, scottature e ascessi[11][13]. I semi sono un blando lassativo, adatto per i bambini[11].
- Parti usate: soprattutto le foglie; eventualmente il rizoma.

### Cucina
È una pianta conosciuta sin dall'antichità (era largamente coltivata dagli inglesi fino al XVIII secolo) e apprezzata per il suo valore nutritivo, spesso raccolta e lessata e consumata in varie forme nell'Italia centrale. Veniva anche molto usato, e spesso coltivato negli orti, nelle valli alpine di Piemonte e Lombardia. Anticamente considerato un alimento povero, è oggi una spezia molto ricercata e pertanto è spesso oggetto di raccolte indiscriminate. Si cucina come una comune verdura, lessa o soffritta in padella. Si preferiscono i germogli o le cime immature delle giovani piante. Nell'entroterra montano della Riviera di Ponente è conosciuto col termine dialettale di "éngaru" (pl. "éngari") ed è molto usato in cucina, soprattutto nei ripieni dei ravioli, delle torte verdi, dei panzerotti, delle frittate, delle sfornate, ecc.